# Alfred Arthur
Alfred Arthur (* 25. Dezember 1986) ist ein ghanaischer Fußballspieler. 
Ausgebildet wurde Arthur bei Ashanti Gold SC, dem Stammklub von Michael Essien und John Mensah. Im März 2007 gab Alfred Arthur in Stockholm sein Debüt in der ghanaischen Nationalmannschaft im Spiel gegen Brasilien. Im Winter 2008 wechselte Alfred Arthur mit seinem Landsmann Emmanuel Clottey zum österreichischen Bundesligisten Wacker Innsbruck, seiner ersten Station in Europa. 
Arthur spielt auch für die Olympianationalmannschaft Ghanas bei den Olympischen Sommerspielen 2008 in Peking. 2008 nach dem Abstieg Innsbrucks wechselte er nach Serbien zum FK Jagodina. Im Sommer 2009 wechselte er zurück nach Ghana zu Ashanti Gold SC und ein Jahr später zu Berekum Chelsea. Er nahm mit Ghana an der Afrikanischen Nationenmeisterschaft 2011.